# Klubowe 2
Klubowe 2 – ósmy album studyjny polskiego rapera Tymka wydany 24 listopada 2023. Płyta zajęła 12. miejsce na liście OLiS w dniach 24.11.2023 – 30.11.2023. 27 grudnia tego samego roku wydany został album tytułem nawiązujący do tej płyty, klubowe2 bonus.

## Lista utworów
Opracowano na podstawie materiału źródłowego.
| Nr  | Tytuł utworu                 | Długość |
| --- | ---------------------------- | ------- |
| 1.  | „Coś z niczego”              | 2:40    |
| 2.  | „Raper”                      | 2:09    |
| 3.  | „Tak samo jak Ty”            | 2:30    |
| 4.  | „O o o o”                    | 2:33    |
| 5.  | „Produkuję Forsę”            | 2:06    |
| 6.  | „Różowe słomki”              | 2:47    |
| 7.  | „Do Ciebie”                  | 2:16    |
| 8.  | „Chcesz tego czy nie chcesz” | 2:37    |
| 9.  | „Blazy”                      | 2:48    |
| 10. | „To nie my”                  | 2:19    |
|     |                              | 24:45   |